# Jean-Marie Élise
Jean-Marie Élise (Lens, 2 dicembre 1939) è un ex calciatore francese, di ruolo difensore.

## Carriera

### Club
Formatosi nelle giovanili del Lens, entra a fare parte della prima squadra a partire dalla Division 1 1958-1959, ottenendo il sedicesimo posto finale. Nella stessa stagione vince con il suo club la Coupe Charles Drago 1959, successo bissato anche l'anno seguente. Nelle tre stagioni disputate al Lens, il piazzamento migliore ottenuto in campionato da Élise fu il sesto posto nella stagione 1959-1960.
Nel 1961 passa ai cadetti dell'AS Troyes-Sav., con cui ottiene il quinto posto nella Division 2 1961-1962.

### Nazionale
Venne convocato nella Nazionale olimpica di calcio della Francia, per disputare le XVII Olimpiadi. Con i blues, pur non giocando alcun incontro, ottenne il secondo posto del girone D della fase a gruppi.

## Palmarès
- Coppa Charles Drago: 2

Lens: 1959, 1960